# Okawville
Okawville és una població dels Estats Units a l'estat d'Illinois. Segons el cens del 2000 tenia 1.355 habitants.

## Demografia
Segons el cens del 2000, Okawville tenia 1.355 habitants, 569 habitatges, i 372 famílies. La densitat de població era de 257,7 habitants/km².
Dels 569 habitatges en un 29,5% hi vivien nens de menys de 18 anys, en un 55,9% hi vivien parelles casades, en un 6,5% dones solteres, i en un 34,6% no eren unitats familiars. En el 30,4% dels habitatges hi vivien persones soles el 16,9% de les quals corresponia a persones de 65 anys o més que vivien soles. El nombre mitjà de persones vivint en cada habitatge era de 2,38 i el nombre mitjà de persones que vivien en cada família era de 2,98.
Per edats la població es repartia de la següent manera: un 24,8% tenia menys de 18 anys, un 7,2% entre 18 i 24, un 28,1% entre 25 i 44, un 22,2% de 45 a 60 i un 17,6% 65 anys o més.
L'edat mediana era de 38 anys. Per cada 100 dones de 18 o més anys hi havia 93,4 homes.
La renda mediana per habitatge era de 37.448 $ i la renda mediana per família de 50.089 $. Els homes tenien una renda mediana de 32.226 $ mentre que les dones 22.813 $. La renda per capita de la població era de 19.476 $. Aproximadament el 3,6% de les famílies i el 6,5% de la població estaven per davall del llindar de pobresa.

## Poblacions properes
El següent diagrama mostra les poblacions més properes.